# Оздобник східний
Оздобник східний (Ptiloris intercedens) — вид горобцеподібних птахів родини дивоптахових (Paradisaeidae).

## Поширення
Ендемік Папуа Нової Гвінеї. Населяє територію навколо Маданга, півострова Гуон та півострова Папуа. Мешкає у густих тропічних лісаї.

## Опис
Птах середнього розміру, завдовжки 25-28 см. Наявний статевий диморфізм. Самиця має каштанові крила, спину і хвіст, тоді як голова темно-коричнева з біло-сіруватою бровою, і живіт білуватий з поодинокими перами, окантованими темним кольором. Самець має оперення шовковисто-чорного кольору з коричневими відтінками на животі та боках, тоді як горло, груди, вершина голови та підхвістя яскравого блакитного кольору. Внутрішня частина рота жовта. Пір'я на боках витягнуте та нитчасте. В обох статей очі карі, а ноги і дзьоб чорні.

## Спосіб життя
Активний вдень. Живиться плодами та комахами. Сезон розмноження починається в кінці сезону дощів і триває протягом сухого сезону (червень-лютий). Цей вид полігамний і демонструє складний ритуал залицяння. Під час шлюбного періоду самець займає добре очищену гілку посеред незарослої галявини. Самець закликає самиць свистящим співом. З появою самиці він здійснює ритуал залицяння: розводить крила вгору у вигляді півмісяця, погойдує головою праворуч і ліворуч, а тілом вгору-вниз, демонструючи яскраве оперення горла і грудей, при цьому самець наближається і ритмічно віддаляється від самиці. Якщо самиця доступна для спаровування, вона підпускає самця, в іншому випадку вона відходить від нього. Самиця, зазвичай, спостерігає за декількома самцями, перш ніж вибрати, з ким з них буде паруватися. Після спарювання самиця самостійно береться за будівництво чашоподібного гнізда, висиджування 2-3 яєць та вирощування потомства.